# Ine wessexi király
Ine, más néven Ina, Ini (angolszászul INE CENREDING VVESTSEAXNA CYNING), (* 670 körül; † 728, Róma), Wessex királya 688–726 között. A Nagy Alfréd korát megelőző időszak egyik legerősebb nyugati szász királya. Ő adta ki országában az első törvénykönyvet, ami ma a korai társadalomtörténet egyik fontos forrása.
A lemondott Cædwalla királyt követte a trónon, és 694-ben Kent lakosait rákényszerítette, hogy Cædwalla fivére, Mul király meggyilkolása miatt kártérítést fizessenek. 710-ben Sussex királya, Nunna a segítségével a cornwalli kelták ellen vonult hadba, ám 722-ben és 725-ben a déli szászok ellen fordult, mert Sussex menedéket adott az egyik trónkövetelőnek, aki a hatalmára tört. 726-ban lemondott, és ettől kezdve Rómában élt.

## Ine törvényei
Ine törvényei Alfréd törvénykönyvének függelékeként maradtak fenn, és sok jogi kérdéssel foglalkoznak, többek közt felsorolják a különféle vétségekért kiróható büntetéseket. Híven tükrözik azt a folyamatot, ahogyan a kelta britek beolvadtak a nyugati szász társadalomba.